# Клонари
Клона̀ри (на гръцки: Κλωνάρι) е село в Кипър, окръг Лимасол. Според статистическата служба на Република Кипър през 2001 г. селото има 17 жители.
Намира се източно от Келаки.